# Volcanalia uniformis
Volcanalia uniformis är en insektsart som beskrevs av William Lucas Distant 1917. Volcanalia uniformis ingår i släktet Volcanalia och familjen kilstritar.
Artens utbredningsområde är Seychellerna. Inga underarter finns listade i Catalogue of Life.